# Imposizione del nome al Battista
L'Imposizione del nome al Battista è un dipinto realizzato dal Beato Angelico, tempera su tavola (26×24 cm), conservato nel Museo nazionale di San Marco di Firenze e databile tra il 1428 e il 1430 circa.
L'opera faceva parte della predella dei santi Giacomo e Lucia, cinque pannelli divisi in altrettante sedi, di cui non si conosce la pala originaria di riferimento.

## Descrizione e stile
L'opera mostra una scena delle storie di san Giovanni Battista: suo padre Zaccaria, essendo ormai anziano, non credette all'angelo che gli predisse la nascita del tanto desiderato figlio, per questo venne punito con il mutismo. Alla nascita del figlio egli scrisse il nome su una tavoletta, sciogliendo la sua espiazione e riacquistando in seguito la parola.
La scena si svolge all'interno di un cortile realizzato con estrema precisione prospettica e, mediante un portale usato come imbuto prospettico, s'intravede un secondo giardino con piccoli alberi.
Le figure sono rese in modo volumetrico e con acceso cromatismo rischiarate da una luce tersa. In quegli anni la cromia brillante e accesa stava diventando una delle caratteristiche più tipiche dell'Angelico, rivestita anche di particolari significati teologici. La luce, secondo la dottrina di san Tommaso d'Aquino, era anche il riflesso terreno di quel "lumen" divino che dava ordine razionale al Creato.
Già il Lanzi, nel XVIII secolo, riconobbe al piccolo dipinto il pregio "più gaio e finito" tra le opere dell'Angelico, dove si manifestano già i caratteri dello stile maturo dell'artista. Le forme sono gentili e dolci, le pose morbide, i colori brillanti fusi in accordi delicati, la costruzione prospettica rigorosa.